# Portada/efemèride abril 15
Anna Ancher
« 14 d'abril · 15 d'abril · 16 d'abril »